# بانگمونسان
بانگمونسان (به لاتین: Bangmunsan) یک کوه در کره جنوبی است که در استان جئولابوک-دو واقع شده‌است. بانگمونسان ۶۰۶ متر بالاتر از سطح دریا واقع شده‌است.